# 1圓新台幣硬幣
1圓新台幣硬幣，最早發行於民國50年（1961年）9月15日，當時為第一套橫式新臺幣所發行的硬幣，之後第三套橫式新臺幣於民國70年（1981年）12月8日發行新版的1圓硬幣，並延續至今，總計兩種版型。

## 歷史
在新台幣發行的早期歷史中，一圓幣值一直都是以鈔票方式存在，直到後來發行第一套橫式新臺幣時，因應國家的整體經濟交易量加大，開始將壹圓改成硬幣的形式製造，並一直使用到1981年的第三套橫式新臺幣改版後改成現今模樣。
第一版壹元新台幣刻有「臺灣銀行」字樣，是因為當時新臺幣是由中央銀行委託臺灣銀行製造並發行的，這情況一直到2000年中央銀行訂定的《中央銀行發行新臺幣辦法》開始執行後，中央銀行才收回臺灣銀行的發行權，並將原先的發行機構字樣改印為中央銀行，也由此代表新台幣已由原先的準國幣地位正式轉換成了國幣。

## 歷史版型
第一版，來自第一套橫式新臺幣所發行的硬幣。1973年因短缺事件，發行公用電話專用代幣。
| 圖案                     | 說明 |
| 新臺幣壹圓（民國49年版） | - 舊版壹圓：參見「第一套橫式新臺幣/硬幣」。 - 材質：銅幣（含鋅27%、鎳18%）。 - 正面圖案：梅花圖像（中）、發行年份（置中上、排列右至左）、「臺灣銀行」（置中下、排列右至左）字樣、點狀幾何圖形1圈。 - 背面圖案：蝴蝶蘭圖像（左、右）、「壹圓」字樣（上至下）、點狀幾何圖形1圈。 - 發行日期：民國50年（1961年）9月15日。民國68年（1979年）以前發行之壹圓硬幣，民國71年（1982年）12月8日起停止流通。 年版（首發）：民國49年，年版鑄造只有49年、59年至68年（左列圖片年版範例：民國四十九年）。民國71年（1982年）12月8日起停止流通。 發行地區：臺灣 直徑：25毫米。 重量：6.0公克。 幣邊：全絲邊。 |

## 外部連接
1. ↑  壹圓/新臺幣硬幣民國50年9月15日（圖範例為49年） 券幣博物館/中央銀行